# 柳貌
柳貌（?—?），东汉时哀牢王。哀牢国的语言文字与中原不同，柳貌是他哀牢文名字的汉文音译，哀牢人没有姓氏。
永平十二年（69年）春季，哀牢王柳貌派遣子率领哀牢属民内属归附汉朝，其屬王七十七人，属民五万一千八百九十户，五十五万三千七百一十一口。在洛阳西南七千里，汉明帝以其地设立哀牢、博南二县，分割益州郡西部都尉所领六县，合为永昌郡。并开始进行开辟博南山通道和渡越兰仓水的工程。服役者因工程艰苦，作歌道：“汉德广，开不宾。度博南，越兰津。度兰仓，为它人。”史称柳貌归汉。七年后，类牢叛汉，哀牢被灭。
| 前任： 贤栗 | 哀牢国王 60年代 | 繼任： 类牢 |